# Riama yumborum
Riama yumborum — вид ящірок родини гімнофтальмових (Gymnophthalmidae). Ендемік Еквадору.

## Поширення і екологія
Riama yumborum відомі з типової місцевості, розташованої на тихоокеанських схилах Еквадорських Анд в провінції Пічинча, на висоті від 1580 до 1591 м над рівнем моря. Вони живуть у вічнозелених гірських лісах. Ведуть напівриючий спосіб життя.